# Велуте
Велуте́ (фр. velouté) — соус на основе ру и бульона. Введён в XIX веке Мари-Антуаном Каремом как один из четырёх основных соусов французской кухни, наряду с соусами бешамель, эспаньоль и аллеманд. Позднее, благодаря Огюсту Эскофье, к ним добавились томатный соус, майонез, голландский соус.

## Приготовление
Велуте готовится на основе золотистой ру и светлого куриного или телячьего бульона (фр. fonds blanc) или рыбного бульона с добавлением соли, молотого чёрного перца. Обычно готовый соус именуют по названию бульона, послужившего основой: куриный (фр. velouté de volaille), рыбный (фр. velouté de poisson) велуте или велуте из телятины (фр. velouté de veau).

## Применение
Велуте используется как самостоятельный соус к птице или рыбе либо как основа для других соусов.